# Difenakum
A difenakum második generációs 4-hidroxikumarin-származék, melyet véralvadásgátló és K-vitamin antagonista hatása miatt rágcsálóirtó hatóanyagként használnak.

## Fizikai-kémiai tulajdonságai
A difenakum fehéres, szagtalan por. Molekulájának két királis centruma és ennek megfelelően négy sztereoizomerje van. Nem illékony, vízben alig (1,7 mg/l pH 7-nél), szerves oldószerekben jobban (1-20 g/l) oldódik, a becsült oktanol-víz megoszlási hányadosa logKow=7,6. Olvadáspontja 215 °C, kb. 250-300 °C-on elkezd bomlani, de nem forr fel.

## Alkalmazása
A difenakumot biocidként, rágcsálóirtóként használják. A megengedett legmagasabb koncentrációja a termékekben 0,005% (lakossági felhasználású patkány- és egérirtókban 0,003%). Általában már egy adagban is hatékony; hatása a véralvadás mechanizmusának megzavarásában áll, külső és belső vérzéseket okoz, amelyek végül halálhoz vezetnek. A rágcsálók rezisztensek is lehetnek az anyagra, ilyenkor a szokásos dózis 5-9-szeresét kell elfogyasztaniuk, hogy elpusztuljanak. Európában régiótól függően 2-84% a rezisztens patkányok aránya.
A difenakum az Európai Unióban átesett a biocidok felülvizsgálati programján és felvették az engedélyezett hatóanyagok listájára.

## Toxicitása
Akárcsak a többi véralvadásgátló patkányméreg, szerkezete hasonlít a K-vitaminéra és képes blokkolni a véralvadási faktorok aktivációját. Patkányokban az orálisan beadott difenakum mintegy 70%-a felszívódik, bőrön keresztül formulációtól függően 0,047-3% jut a szervezetbe. Időben beadott K-vitaminnal a toxikus hatás visszafordítható.
Az LD50 érték patkányok esetében 1,8-2,6 mg/testsúlykg.
A difenakum potenciális PBT anyag, a természetben nehezen bomlik le, zsíroldékonysága miatt hajlamos felhalmozódni a testszövetekben és erősen mérgező. Fennáll a veszélye annak, hogy a méregtől elhullott rágcsálókat a háziállatok (kutya, macska vagy akár sertés) vagy védett madarak (vércsék, ölyvek, baglyok) megeszik és maguk is megmérgeződnek. Emiatt több európai országban csak szakképzett rágcsálóirtók használhatnak véralvadásgátló-tartalmú szereket.

## Veszélyességi besorolása
Az 1272/2008/EK európai rendelet alapján a következő figyelmeztető mondatokkal és piktogramokkal rendelkezik:
- H 300 - Lenyelve halálos
- H 310 - Bőrrel érintkezve halálos
- H 330 - Belélegezve halálos
- H 372 - Ismétlődő vagy hosszabb expozíció esetén károsítja a véralvadást
- H 410 - Nagyon mérgező a vízi élővilágra, hosszan tartó károsodást okoz
- H 360D - Károsíthatja a születendő gyermeket